# 藜芦獐牙菜
藜芦獐牙菜（学名：Swertia veratroides）为龙胆科獐牙菜属下的一个种。

## 扩展阅读
- 維基物種上的相關：藜芦獐牙菜